# كارلوس نيوتن
كارلوس نيوتن هو فنان قتال مختلط كندي، ولد في 17 أغسطس 1976 في أنغويلا في المملكة المتحدة.

## وصلات خارجية
- كارلوس نيوتن على موقع يو إف سي (الإنجليزية)
- كارلوس نيوتن على موقع شيردوغ (الإنجليزية)
- كارلوس نيوتن على موقع Tapology.com (الإنجليزية)
- كارلوس نيوتن على موقع IMDb (الإنجليزية)
- كارلوس نيوتن على موقع قاعدة بيانات الفيلم (الإنجليزية)